# Need for Speed: Rivals
Need for Speed: Rivals là trò chơi điện tử đua xe thế giới mở chân thực vào năm 2013, được Ghost Games (Nay là EA Gothenburg) và hãng Criterion Games đồng hành phát triển, phát hành bởi Electronic Arts. Đây là trò chơi thứ 19 trong loại sê-ri game đua xe nổi tiếng Need for Speed. Phát hành cho các nền tảng máy tính Windows, Playstation 3 và Xbox 360 vào ngày 19 tháng 11 năm 2013, Game cũng phát hành cho máy Playstation 4 và Xbox One cùng tháng sau công bố.
Trò chơi này cũng là trò chơi Need for Speed cuối cùng dành cho máy PS3 và Xbox 360.

## Gameplay
Need for Speed: Rivals kết hợp hai kiểu chơi từ phần Most Wanted (2012) và phần Hot Pursuit (2010). Như thường lệ, Rivals đưa người chơi vào vai một cảnh sát tuần tra hoặc một tay đua xe bất hợp pháp.